# Tadżykistan na Letnich Igrzyskach Olimpijskich Młodzieży 2010
Tadżykistan na Letnich Igrzyskach Olimpijskich Młodzieży 2010 w Singapurze reprezentowało 6 sportowców w 5 dyscyplinach.

## Skład kadry

### Boks
- Sijowusz Zuchurow - kategoria do 91 kg - 4. miejsce

### Lekkoatletyka
- Davron Atabajew - bieg na 200 m - 15. miejsce (odpadł w półfinale)
- Abduqodir Barotow - rzut młotem - 11. miejsce w finale

### Łucznictwo
- Kristina Zajnutdinowa
  - indywidualnie - 17. miejsce
  - w parze z  Park Min-beom - 17. miejsce

### Taekwondo
- Szukrona Szarifowa - kategoria do 44 kg  brązowy medal

### Zapasy

#### Styl dowolny
- Bachodur Kadirow - kategoria do 63 kg  srebrny medal